# Alfred A. Knopf
Alfred A. Knopf, Inc. — американське видавництво, засноване Бланш Нопф і Альфредом А. Нопфом старшим у 1915 році.  Бланш і Альфред регулярно подорожували за кордон і були відомі публікаціями європейських, азійських і латиноамериканських письменників на додаток до провідних американських літературних течій. Видавництво викупила компанія Random House у 1960 році і зараз є частиною підрозділу Knopf Doubleday Publishing Group Penguin Random House, який належить німецькому конгломерату Bertelsmann.
Видавництво Knopf асоціюється з логотипом пса борзої в колофоні, який був розроблений співзасновницею Бланш Нопф у 1925 році.

## Історія

### Заснування

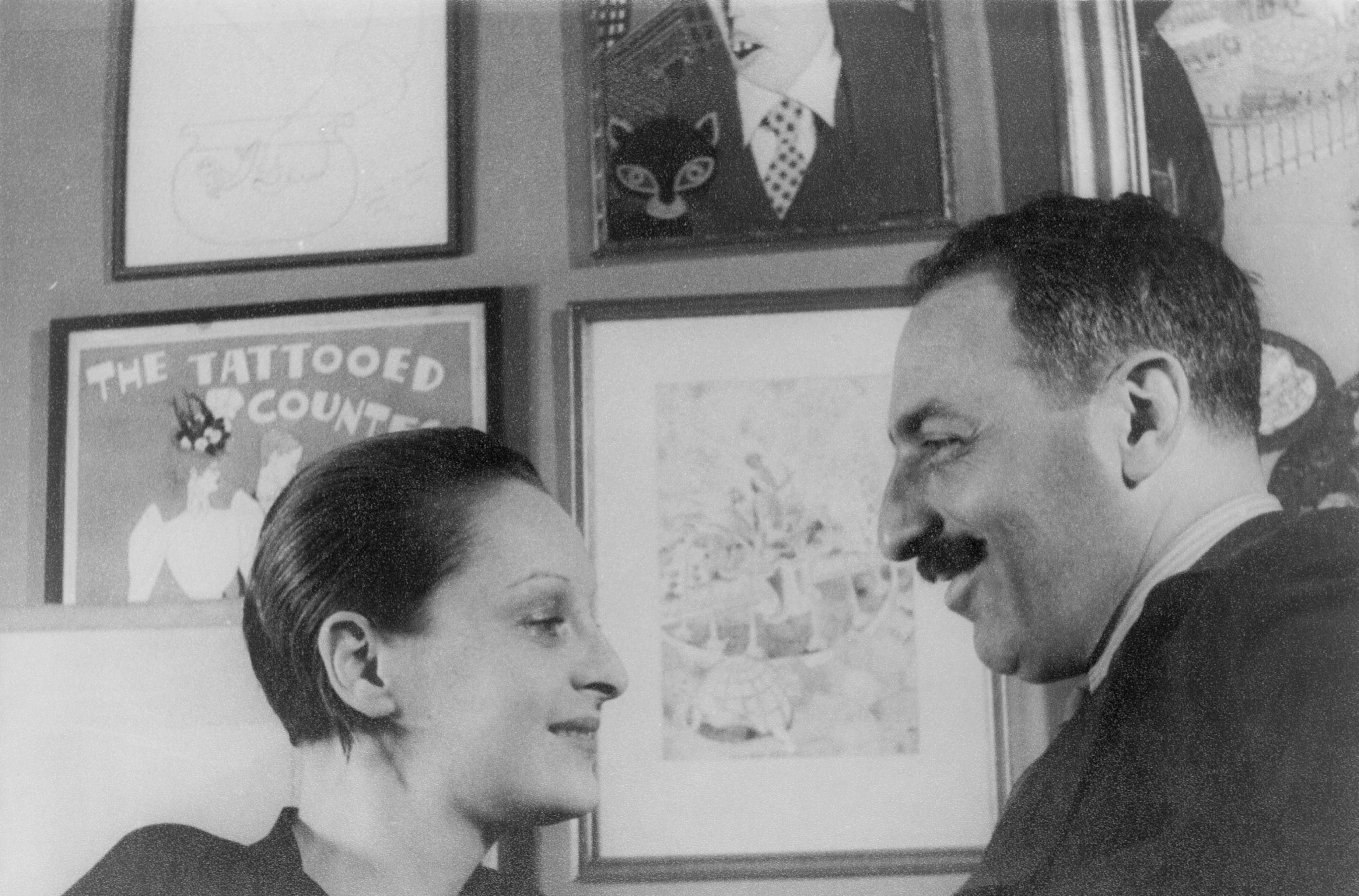
Портрет Бланш Нопф і Альфреда А. Нопфа старшого. худ. Карл Ван Вехтен. 1932

Компанію Knopf заснував 1915 року Альфред А. Нопф-старший спільно з Бланш Нопф на аванс у розмірі 5000 доларів від свого батька Семюеля Нопфа. Перший офіс містився в нью-йоркській будівлі Candler Building.  Видавництво офіційно зареєстрували 1918 року з Альфредом Нопфом як президентом, Бланш Нопф як віцепрезиденткою та Семюелем Нопфом як скарбником. 
Від самого початку Кнопф зосереджувався на європейських перекладах і відомих літературних творах. Серед перших публікацій були «Чотири п'єси» французького письменника Еміля Ож'є, «Тарас Бульба» українського письменника Миколи Гоголя, роман «Homo Sapiens» польського письменника Станіслава Пшибишевського та «Іветта, новела та десять інших оповідань» французького письменника Гі де Мопассана.  Під час Першої світової війни ці книги були дешевими для придбання і допомогли Knopf стати американською фірмою, що видає європейські твори.  Першим бестселером стало нове видання «Зелених особняків», роману В. Г. Гадсона, який до 1919 року отримав дев'ять видань і розійшовся тиражем понад 20 000 примірників.  Перший оригінальний американський роман Джозефа Гергесгеймера «Три чорні пенні» був опублікований у 1917 році 

#### 1920-ті

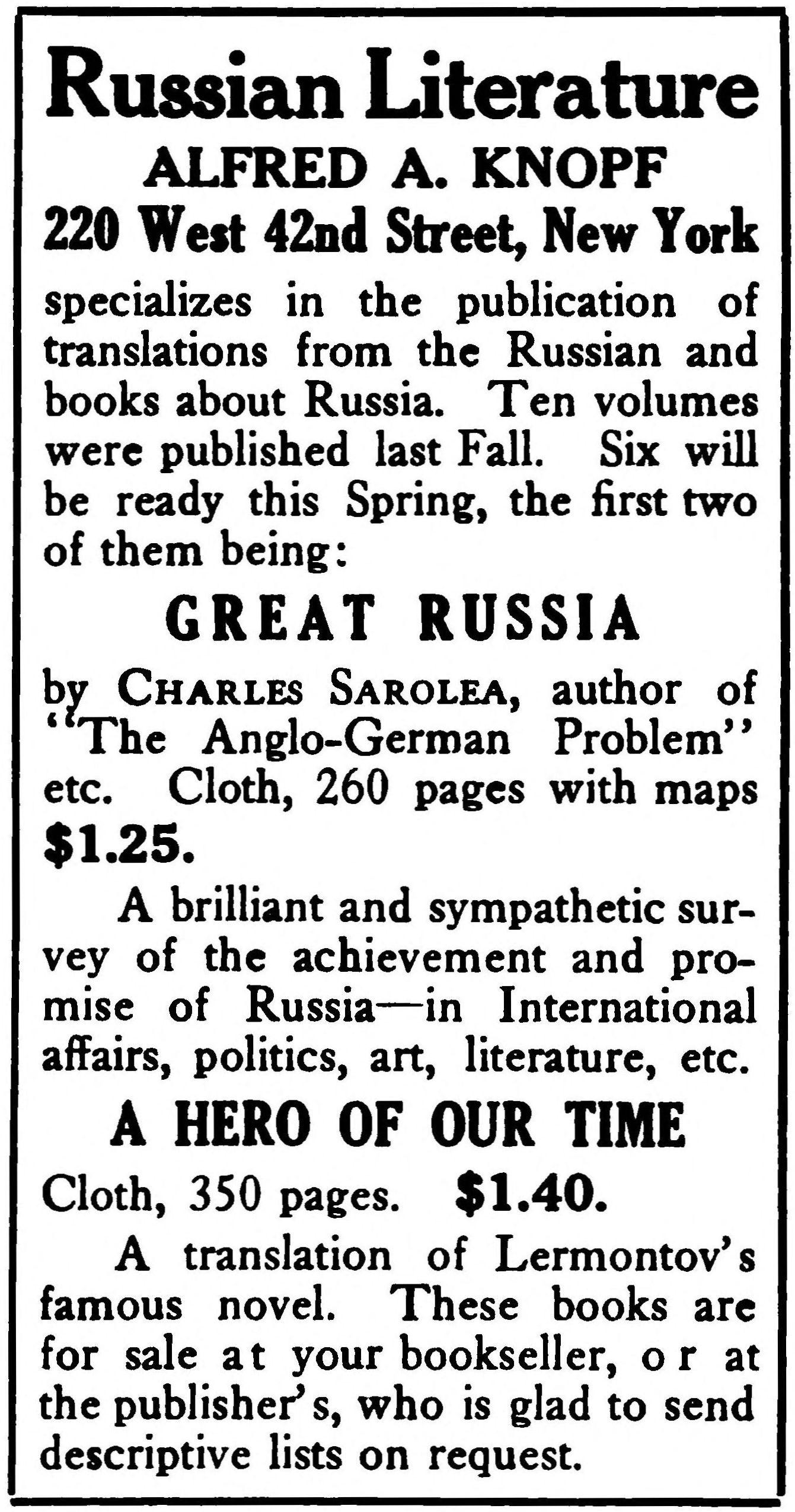
Реклама Knopf

З початком 1920-х років Knopf почав використовувати інноваційні рекламні методи, щоб привернути увагу до своїх книжок і авторів. Починаючи з 1920 року, Кнопф випустив книжку для просування нових книжок. Borzoi періодично видавався протягом багатьох років, спочатку у твердій палітурці під назвою The Borzoi, а іноді щоквартально як The Borzoi Quarterly. Для роману про повноліття Флойда Делла «Місячне теля» вони платили чоловікам, щоб вони ходили вулицями фінансових і театральних районів у костюмах художників із сендвіч-бордами. Плакати мали примірник книжки для перегляду та спрямовували зацікавлених покупців до місцевих книжкових магазинів. 
Унікальний вигляд їхніх книжок разом із їхнім досвідом у рекламі їхніх авторів спонукали Віллу Катер залишити свого попереднього видавця Houghton Mifflin і приєднатися до Альфреда А. Нопфа.  Оскільки вона все ще мала контракт на написання своїх романів, Нопфи запропонували опублікувати збірку її оповідань «Юність і яскрава Медуза» в 1920 році . Катер була задоволена результатами та рекламою твору в The New Republic і видала шістнадцять книжок разом з Нопфом, включно з їхнім першим лауреатом Пулітцерівської премії, One of Ours. 
Перед тим, як вони одружилися, Альфред пообіцяв Бланш, що вони будуть рівноправними партнерами у видавництві, але до п'ятої річниці компанії стало ясно, що цього не буде. Нопф опублікував святкову книжку до п'ятої річниці, в якій Альфред був центром анекдотів авторів, а ім'я Бланш згадувалося лише один раз, щоб відзначити, що «місіс Нопф» знайшла рукопис. Це попри численні докази від авторів та інших, що Бланш насправді була душею компанії. Про це детально розповідалося в «Жінці з борзою» Лаури Кларідж. 
У 1923 році Нопф також почав видавати періодичні видання, починаючи з журналу The American Mercury, заснованого Г. Л. Менкеном і Джорджем Жаном Натаном, який він видавав до 1934 року.
Також у 1923 році Нопф опублікував «Пророка» Калліла Джебрана. Кнопф опублікував попередні роботи Джебрана, які мали низькі продажі. У перший рік «Пророка» продано лише 1159 примірників. Наступного року книжка подвоїла продажі й далі подвоювала, ставши однією з найуспішніших книжок фірми. У 1965 році книга розійшлася накладом 240 000 примірників.  Наближаючись до свого 100-річного ювілею у 2023 році, «Пророк» був перекладений понад 100 мовами.

#### 1930-ті
Самуель Нопф помер у 1932 році. Вільям А. Кошланд приєднався до компанії в 1934 році та працював у фірмі більш як п'ятдесят років, піднявшись до посади президента та голови правління. Бланш стала президентом у 1957 році, коли Альфред став головою правління, і працювала в фірмі до своєї смерті в 1966 році. Альфред Нопф пішов на пенсію в 1972 році, ставши почесним головою фірми до своєї смерті в 1984 році.

#### 1940-ті
Дотримуючись політики добросусідства, Бланш Нопф відвідала Південну Америку в 1942 році, щоб фірма могла розпочати виробництво текстів звідти. Вона була одним із перших видавців, які відвідали Європу після Другої світової війни. Її поїздки та поїздки інших редакторів привели нових письменників з Європи, Південної Америки та Азії. Альфред подорожував до Бразилії в 1961 році, що викликало відповідний інтерес з його боку до Південної Америки. Penn Publishing Company придбана в 1943 році. Син Нопфів, Альфред «Пет» молодший, став секретарем і менеджером торгових книг.

#### 1950-ті
У 1957 році редакторка Джудіт Джонс почала працювати у Knopf. Джонс придбала для Knopf права на книгу Джулії Чайлд «Опанування мистецтва французької кухні».  Джонс працювала у Knopf, пішовши на пенсію в 2011 році як старший редактор і віце-президент.
Пет Нопф залишив видавничу компанію своїх батьків у 1959 році, щоб відкрити власне видавництво Atheneum Publishers разом із двома іншими партнерами.  Подія потрапила на першу сторінку The New York Times. 

### Придбання Random House
У 1960 році Random House придбала Alfred A. Knopf. Вважається, що рішення про продаж підштовхнув Альфред А. Нопф молодший, який залишив видавництво, щоб заснувати власну книжкову компанію Atheneum Books у 1959 році.
З моменту свого заснування Knopf приділяв пильну увагу дизайну та типографіці, залучаючи відомих дизайнерів і типографів, зокрема Вільяма Еддісона Двіггінса, Гаррі Форда, Стівена Геллера, Чіпа Кідда, Лоррейн Луї, Пітера Мендельсунда, Брюса Роджерса, Рудольфа Рузіка та Беатріс. Warde. Книги Knopf завершуються ненумерованою сторінкою під назвою «Примітка про шрифт», яка описує історію шрифту, використаного для книги. Крім того, книги Knopf на титульній сторінці вказують рік поточного друку книги.
Нопф видавав підручники до 1988 року, коли відділ шкіл і коледжів Random House був проданий McGraw Hill.
У 1991 році Knopf відродив серію «Бібліотека кожного», яка спочатку була опублікована в Англії на початку 20 століття. Ця серія складається з класиків світової літератури в доступних виданнях у твердій палітурці. З роками серія розширилася, щоб включити рядки дитячої класики та кишенькових поетів.
Random House був придбаний Bertelsmann AG у 1998 році. Наприкінці 2008 та на початку 2009 року видавнича група Knopf об'єдналася з Doubleday, утворивши Knopf Doubleday Publishing Group. Random House належить після злиття Penguin Group у 2013 році Penguin Random House, спільним підприємством Bertelsmann (53 %) і Pearson PLC (47 %).

### Видатні автори
Альфред А. Нопф опублікував книги багатьох видатних авторів, зокрема Джона Бенвіля, Карла Бернштейна, Елізабет Боуен, Фредеріка Бюхнера, Альбера Камю, Роберта Каро, Вілли Кетер, Джона Чівера, Джулії Чайлд, Білла Клінтона, Майкла Крайтона, Мігеля Коваррубіаса, Дона ДеЛілло, Джоан Дідіон, Брет Істон Елліс, Джеймс Еллрой, Мартін Гарднер, Калліл Джібран, Лі Х. Гамільтон, Кадзуо Ісігуро, Джон Кіган, Нелла Ларсен, Джон ле Карре, Джек Лондон, Габріель Гарсія Маркес, Кормак МакКарті, Тоні Моррісон, Еліс Мунро, Харукі Муракамі, Синтія Озік, Крістофер Паоліні, Едгар Аллан По, Езра Паунд, Енн Райс, Дороті Річардсон, Стівен М. Сільверман, Освальд Шпенглер, Сьюзан Свон, Донна Тартт, Барбара В. Тачман, Енн Тайлер, Джон Апдайк, Ендрю Ваксс, Джеймс Д. Вотсон і Елінор Вайлі.